# جف اینگولد
جف اینگولد (انگلیسی: Jeff Ingold) سرمایه‌گذار و تهیه‌کننده تلویزیونی اهل ایالات متحده آمریکا است. وی دانش‌آموختهٔ رشته تاریخ در دانشگاه پرینستون است و بعدها فوق لیسانس مدیریت ارشد کسب‌وکار خود را از دانشکدهٔ بازرگانی دانشگاه کالیفرنیای جنوبی دریافت داشت.
از فیلم‌ها یا مجموعه‌های تلویزیونی که وی در آن‌ها نقش داشته‌است، می‌توان به تد لاسو، اداره، پارک‌ها و تفریحات، اجتماع، ۳۰ راک و ویسکی کاوالیر اشاره نمود.